# Supermatch
Das Super Match (슈퍼매치) ist ein Fußballderby zwischen dem FC Seoul und den Suwon Samsung Bluewings. Dieses Derby findet jährlich seit dem 10. April 1996 in der K League statt, als der FC Seoul noch Anyang LG Cheetahs hieß. Es ist das bekannteste, älteste und beliebteste Derby in Südkorea.

## Geschichte

### Original – Jijidae Derby (1996–2003)
Um die Liga stärker in den einzelnen Regionen Südkoreas zu verwurzeln, wurden die Franchises über das Land verteilt. Daher musste der FC Seoul (damals LG Cheetahs) Seoul verlassen und nach Anyang ziehen, wo er nun als Anyang LG Cheetahs antrat. Suwon Samsung Bluewings nahm im Jahr 1996 den Spielbetrieb in der K League auf. Zur gleichen Zeit waren LG Electronics (denen Anyang LG Cheetahs gehörte) und Samsung Electronics (denen Suwon Samsung Bluewings gehörte) Konkurrenten in der Elektronik-Industrie. Dadurch begann die Rivalität beider Vereine.
Benannt wurde das Derby nach der Autobahn Route 1, die die Städte Suwon und Anyang verband. Das Jijidae derby wurde seit 2004 nicht mehr ausgetragen, da Anyang LG Cheetahs wieder nach Seoul umzog. Seitdem wird das Derby zwischen Seoul und Suwon als das Koreanische Super Match bezeichnet.

## Spielstätten der Super-Match-Vereine
| FC Seoul                | Suwon Samsung Bluewings |
| ----------------------- | ----------------------- |
| Logo                    | Vereinslogo             |
| Seoul-World-Cup-Stadion | Suwon-World-Cup-Stadion |
| Kapazität: 66.704       | Kapazität: 43.959       |

### Alle Ligabegegnungen
Die folgende Tabelle listet alle Ligaspiele, in denen die beiden Mannschaften aufeinander trafen, in chronologischer Reihenfolge auf.
| 16. Juni 1996 15:00 Uhr | Anyang LG Cheetahs | 0:2    | Suwon Samsung Bluewings   | Anyang-Stadion, Anyang Zuschauer: 32.865 |
| 16. Juni 1996 15:00 Uhr |                    | Report | 70′ Park Kun-ha 77′ Alaor | Anyang-Stadion, Anyang Zuschauer: 32.865 |

| 25. Juli 1996 19:00 Uhr | Suwon Samsung Bluewings     | 2:1    | Anyang LG Cheetahs            | Suwon-Stadion, Suwon Zuschauer: 8.531 |
| 25. Juli 1996 19:00 Uhr | 37′ Badea 76′ Yoon Sung-hyo | Report | 83′ (Elfmeter) Yoon Sang-chul | Suwon-Stadion, Suwon Zuschauer: 8.531 |

| 24. August 1996 19:00 Uhr | Anyang LG Cheetahs | 0:0 | Suwon Samsung Bluewings | Dongdaemun-Stadion, Seoul Zuschauer: 4.850 |
| 24. August 1996 19:00 Uhr | Report             |     |                         | Dongdaemun-Stadion, Seoul Zuschauer: 4.850 |

| 10. Oktober 1996 19:00 Uhr | Suwon Samsung Bluewings   | 2:0    | Anyang LG Cheetahs | Suwon-Stadion, Suwon Zuschauer: 13.723 |
| 10. Oktober 1996 19:00 Uhr | 37′ Badea 72′ Park Kun-ha | Report |                    | Suwon-Stadion, Suwon Zuschauer: 13.723 |

| 28. Juni 1997 19:00 Uhr | Suwon Samsung Bluewings | 1:1    | Anyang LG Cheetahs | Suwon-Stadion, Suwon Zuschauer: 8.355 |
| 28. Juni 1997 19:00 Uhr | 69′ Yoon Sung-hyo       | Report | 77′ Mutamba        | Suwon-Stadion, Suwon Zuschauer: 8.355 |

| 9. August 1997 19:00 Uhr | Anyang LG Cheetahs | 0:1    | Suwon Samsung Bluewings | Anyang-Stadion, Anyang Zuschauer: 3.753 |
| 9. August 1997 19:00 Uhr |                    | Report | 90′ Lee Byung-keun      | Anyang-Stadion, Anyang Zuschauer: 3.753 |

| 26. August 1998 19:00 Uhr | Suwon Samsung Bluewings        | 2:1    | Anyang LG Cheetahs | Suwon-Stadion, Suwon Zuschauer: 19.567 |
| 26. August 1998 19:00 Uhr | 82′ (Elfmeter) Denis 113′ Saša | Report | 90+5′ Park Jong-in | Suwon-Stadion, Suwon Zuschauer: 19.567 |

| 20. September 1998 15:00 Uhr | Anyang LG Cheetahs | 1:1 3:4 (n. E.) | Suwon Samsung Bluewings     | Anyang-Stadion, Anyang Zuschauer: 20.085 |
| 20. September 1998 15:00 Uhr | 17′ Kang Chun-ho   | Report          | 22′ (Elfmeter) Shin Hong-gi | Anyang-Stadion, Anyang Zuschauer: 20.085 |

| 2. Juni 1999 19:00 Uhr | Anyang LG Cheetahs | 0:1    | Suwon Samsung Bluewings     | Anyang-Stadion, Anyang Zuschauer: 14.235 |
| 2. Juni 1999 19:00 Uhr |                    | Report | 63′ (Elfmeter) Shin Hong-gi | Anyang-Stadion, Anyang Zuschauer: 14.235 |

| 21. Juli 1999 19:30 Uhr | Anyang LG Cheetahs | 0:4    | Suwon Samsung Bluewings                               | Changwon Stadion Zuschauer: 33.041 |
| 21. Juli 1999 19:30 Uhr |                    | Report | 34′ Seo Jung-won 76′ Saša 86′ Witali 90′ Cho Hyun-doo | Changwon Stadion Zuschauer: 33.041 |

| 6. Oktober 1999 19:00 Uhr | Suwon Samsung Bluewings   | 2:3    | Anyang LG Cheetahs                                        | Suwon-Stadion, Suwon Zuschauer: 14.521 |
| 6. Oktober 1999 19:00 Uhr | 4′ Witali 42′ Park Kun-ha | Report | 17′ Choi Yong-soo 90+1′ Jung Hyun-ho 90+3′ Jung Kwang-min | Suwon-Stadion, Suwon Zuschauer: 14.521 |

| 21. Mai 2000 15:00 Uhr | Anyang LG Cheetahs                   | 2:1    | Suwon Samsung Bluewings | Anyang-Stadion, (Südkorea) Zuschauer: 21.826 |
| 21. Mai 2000 15:00 Uhr | 37′ Choi Yong-soo 53′ Jung Kwang-min | Report | 24′ Lee Kyung-woo       | Anyang-Stadion, (Südkorea) Zuschauer: 21.826 |

| 25. Juni 2000 19:00 Uhr | Suwon Samsung Bluewings | 0:1    | Anyang LG Cheetahs | Suwon-Stadion, Suwon Zuschauer: 20.614 |
| 25. Juni 2000 19:00 Uhr |                         | Report | 19′ Jung Kwang-min | Suwon-Stadion, Suwon Zuschauer: 20.614 |

| 30. September 2000 19:00 Uhr | Anyang LG Cheetahs               | 3:2    | Suwon Samsung Bluewings       | Anyang-Stadion, Anyang Zuschauer: 6.012 |
| 30. September 2000 19:00 Uhr | 30′ 43′ Choi Yong-soo 81′ Koubek | Report | 20′ Ryu Woong-ryeol 54′ Denis | Anyang-Stadion, Anyang Zuschauer: 6.012 |

| 17. Juni 2001 15:00 Uhr | Anyang LG Cheetahs | 1:0    | Suwon Samsung Bluewings | Anyang-Stadion, Anyang Zuschauer: 21.232 |
| 17. Juni 2001 15:00 Uhr | 25′ Koubek         | Report |                         | Anyang-Stadion, Anyang Zuschauer: 21.232 |

| 25. Juli 2001 15:00 Uhr | Anyang LG Cheetahs | 1:0    | Suwon Samsung Bluewings | Mokdong-Stadion Zuschauer: 11.073 |
| 25. Juli 2001 15:00 Uhr | 37′ Ricardo        | Report |                         | Mokdong-Stadion Zuschauer: 11.073 |

| 17. Oktober 2001 19:00 Uhr | Suwon Samsung Bluewings | 0:1    | Anyang LG Cheetahs | Suwon-World-Cup-Stadion, Suwon Zuschauer: 15.0124 |
| 17. Oktober 2001 19:00 Uhr |                         | Report | 16′ Ricardo        | Suwon-World-Cup-Stadion, Suwon Zuschauer: 15.0124 |

| 14. Juli 2002 19:00 Uhr | Anyang LG Cheetahs                            | 3:0    | Suwon Samsung Bluewings | Anyang-Stadion, Anyang Zuschauer: 21.294 |
| 14. Juli 2002 19:00 Uhr | 3′ Park Yun-hwa 60′ André 90+3′ Marcos Denner | Report |                         | Anyang-Stadion, Anyang Zuschauer: 21.294 |

| 18. August 2002 19:00 Uhr | Suwon Samsung Bluewings | 1:2    | Anyang LG Cheetahs         | Suwon-World-Cup-Stadion, Suwon Zuschauer: 38.245 |
| 18. August 2002 19:00 Uhr | 61′ Park Kun-ha         | Report | 28′ André 85′ Jin Soon-jin | Suwon-World-Cup-Stadion, Suwon Zuschauer: 38.245 |

| 13. November 2002 19:30 Uhr | Suwon Samsung Bluewings                 | 4:1    | Anyang LG Cheetahs | Suwon-World-Cup-Stadion, Suwon Zuschauer: 8.356 |
| 13. November 2002 19:30 Uhr | 20′ 61′ Gabi 56′ Denis 82′ Seo Jung-won | Report | 36′ Kim Seong-jae  | Suwon-World-Cup-Stadion, Suwon Zuschauer: 8.356 |

| 7. Mai 2003 15:00 Uhr | Suwon Samsung Bluewings              | 3:1    | Anyang LG Cheetahs | Suwon-World-Cup-Stadion, Suwon Zuschauer: 18.930 |
| 7. Mai 2003 15:00 Uhr | 24′ Seo Jung-won 86′ Tuta 90+1′ Gabi | Report | 27′ Kim Dong-jin   | Suwon-World-Cup-Stadion, Suwon Zuschauer: 18.930 |

| 22. Juni 2003 19:00 Uhr | Suwon Samsung Bluewings      | 2:2    | Anyang LG Cheetahs                 | Anyang-Stadion, Anyang Zuschauer: 17.521 |
| 22. Juni 2003 19:00 Uhr | 54′ Jung Jo-gook 59′ Ricardo | Report | 24′ Jung Yong-hoon 29′ Kim Do-heon | Anyang-Stadion, Anyang Zuschauer: 17.521 |

| 14. September 2003 15:00 Uhr | Suwon Samsung Bluewings | 2:0    | Anyang LG Cheetahs | Suwon-World-Cup-Stadion, Suwon Zuschauer: 21.360 |
| 14. September 2003 15:00 Uhr | 35′ Nádson 87′ Eninho   | Report |                    | Suwon-World-Cup-Stadion, Suwon Zuschauer: 21.360 |

| 8. Oktober 2003 19:30 Uhr | Anyang LG Cheetahs | 1:2    | Suwon Samsung Bluewings | Anyang-Stadion, Anyang Zuschauer: 7.375 |
| 8. Oktober 2003 19:30 Uhr | 39′ Park Yo-seb    | Report | 86′ 88′ Nádson          | Anyang-Stadion, Anyang Zuschauer: 7.375 |

| 23. Mai 2004 15:00 Uhr | FC Seoul    | 1:0    | Suwon Samsung Bluewings | Seoul-World-Cup-Stadion, Seoul Zuschauer: 30.751 |
| 23. Mai 2004 15:00 Uhr | 15′ Ricardo | Report |                         | Seoul-World-Cup-Stadion, Seoul Zuschauer: 30.751 |

| 3. Oktober 2004 17:00 Uhr | Suwon Samsung Bluewings | 1:0    | FC Seoul | Suwon-World-Cup-Stadion, Suwon Zuschauer: 19.836 |
| 3. Oktober 2004 17:00 Uhr | 82′ Kim Do-heon         | Report |          | Suwon-World-Cup-Stadion, Suwon Zuschauer: 19.836 |

| 12. Juni 2005 19:00 Uhr | Suwon Samsung Bluewings | 1:1    | FC Seoul        | Seoul-World-Cup-Stadion, Seoul Zuschauer: 19.385 |
| 12. Juni 2005 19:00 Uhr | 12′ Choi Jae-soo        | Report | 88′ Kim Dae-eui | Seoul-World-Cup-Stadion, Seoul Zuschauer: 19.385 |

| 23. Oktober 2005 15:00 Uhr | Suwon Samsung Bluewings                             | 0:3    | FC Seoul | Suwon-World-Cup-Stadion, Suwon Zuschauer: 33.479 |
| 23. Oktober 2005 15:00 Uhr | 20′ Park Chu-young 51′ Jung Jo-gook 69′ Han Tae-you | Report |          | Suwon-World-Cup-Stadion, Suwon Zuschauer: 33.479 |

| 12. März 2006 14:00 Uhr | Suwon Samsung Bluewings | 1:1    | FC Seoul                      | Suwon-World-Cup-Stadion, Suwon Zuschauer: 33.819 |
| 12. März 2006 14:00 Uhr | 64′ (Elfmeter) Itamar   | Report | Park Chu-young 78′ (Elfmeter) | Suwon-World-Cup-Stadion, Suwon Zuschauer: 33.819 |

| 23. August 2006 20:00 Uhr | FC Seoul | 1:1    | Suwon Samsung Bluewings | Seoul-World-Cup-Stadion, Seoul Zuschauer: 41.237 |
| 23. August 2006 20:00 Uhr | 18′ Dudu | Report | 63′ Lee Kwan-woo        | Seoul-World-Cup-Stadion, Seoul Zuschauer: 41.237 |

| 8. April 2007 20:00 Uhr | FC Seoul | 0:1    | Suwon Samsung Bluewings | Seoul-World-Cup-Stadion, Seoul Zuschauer: 55.397 |
| 8. April 2007 20:00 Uhr |          | Report | 17′ Ha Tae-goon         | Seoul-World-Cup-Stadion, Seoul Zuschauer: 55.397 |

| 19. August 2007 19:00 Uhr | Suwon Samsung Bluewings          | 2:1    | FC Seoul         | Suwon-World-Cup-Stadion, Suwon Zuschauer: 41.819 |
| 19. August 2007 19:00 Uhr | 45′ Lee Kwan-woo 50′ Kim Dae-eui | Report | 57′ Kim Dong-suk | Suwon-World-Cup-Stadion, Suwon Zuschauer: 41.819 |

| 13. April 2008 15:00 Uhr | FC Seoul | 0:2    | Suwon Samsung Bluewings | Seoul-World-Cup-Stadion, Seoul Zuschauer: 44.239 |
| 13. April 2008 15:00 Uhr |          | Report | 51′ 62′ Shin Young-rok  | Seoul-World-Cup-Stadion, Seoul Zuschauer: 44.239 |

| 29. Oktober 2008 19:30 Uhr | Suwon Samsung Bluewings | 0:1    | FC Seoul            | Suwon-World-Cup-Stadion, Suwon Zuschauer: 26.713 |
| 29. Oktober 2008 19:30 Uhr |                         | Report | 90+2′ Ki Sung-yueng | Suwon-World-Cup-Stadion, Suwon Zuschauer: 26.713 |

| 3. Dezember 2008 20:00 Uhr | FC Seoul | 1:1    | Suwon Samsung Bluewings | Seoul-World-Cup-Stadion, Seoul Zuschauer: 39.011 |
| 3. Dezember 2008 20:00 Uhr | 21′ Adi  | Report | 79′ Kwak Hee-ju         | Seoul-World-Cup-Stadion, Seoul Zuschauer: 39.011 |

| 7. Dezember 2008 14:00 Uhr | Suwon Samsung Bluewings    | 2:1    | FC Seoul                    | Suwon-World-Cup-Stadion, Suwon Zuschauer: 41.044 |
| 7. Dezember 2008 14:00 Uhr | 11′ Edu 36′ Song Chong-gug | Report | 25′ (Elfmeter) Jung Jo-gook | Suwon-World-Cup-Stadion, Suwon Zuschauer: 41.044 |

| 4. April 2009 17:00 Uhr | FC Seoul           | 1:0    | Suwon Samsung Bluewings | Seoul-World-Cup-Stadion, Seoul Zuschauer: 32.075 |
| 4. April 2009 17:00 Uhr | 68′ Lee Chung-yong | Report |                         | Seoul-World-Cup-Stadion, Seoul Zuschauer: 32.075 |

| 1. August 2009 19:30 Uhr | Suwon Samsung Bluewings   | 2:0    | FC Seoul | Suwon-World-Cup-Stadion, Suwon Zuschauer: 35.058 |
| 1. August 2009 19:30 Uhr | 51′ An Yong-hak 85′ Tiago | Report |          | Suwon-World-Cup-Stadion, Suwon Zuschauer: 35.058 |

| 4. April 2010 15:00 Uhr | FC Seoul                                      | 3:1    | Suwon Samsung Bluewings | Seoul-World-Cup-Stadion, Seoul Zuschauer: 48.558 |
| 4. April 2010 15:00 Uhr | 24′ Esteves 27′ Jung Jo-gook 32′ Choi Hyo-jin | Report | 47′ Kang Min-soo        | Seoul-World-Cup-Stadion, Seoul Zuschauer: 48.558 |

| 28. August 2010 19:30 Uhr | Suwon Samsung Bluewings                                    | 4:2    | FC Seoul                                     | Suwon-World-Cup-Stadion, Suwon Zuschauer: 42.377 |
| 28. August 2010 19:30 Uhr | 3′ (Eigentor) Kim Jin-kyu 26′ Lee Sang-ho 84′ 90′ Takahara | Report | 52′ (elfmetr) Hyun Young-Min tor′ Damjanović | Suwon-World-Cup-Stadion, Suwon Zuschauer: 42.377 |

| 6. März 2011 14:00 Uhr | FC Seoul | 0:2    | Suwon Samsung Bluewings      | Seoul-World-Cup-Stadion, Seoul Zuschauer: 51.606 |
| 6. März 2011 14:00 Uhr |          | Report | 40′ Geynrikh 60′ Oh Jang-eun | Seoul-World-Cup-Stadion, Seoul Zuschauer: 51.606 |

| 3. Oktober 2011 15:30 Uhr | Suwon Samsung Bluewings | 1:0    | FC Seoul | Suwon-World-Cup-Stadion, Suwon Zuschauer: 44.537 |
| 3. Oktober 2011 15:30 Uhr | 78′ Stevo               | Report |          | Suwon-World-Cup-Stadion, Suwon Zuschauer: 44.537 |

| 1. April 2012 15:00 Uhr | Suwon Samsung Bluewings      | 2:0    | FC Seoul | Suwon-World-Cup-Stadion, Suwon Zuschauer: 45.192 |
| 1. April 2012 15:00 Uhr | 24′ Park Hyun-beom 34′ Stevo | Report |          | Suwon-World-Cup-Stadion, Suwon Zuschauer: 45.192 |

| 18. August 2012 19:00 Uhr | FC Seoul | 0:2    | Suwon Samsung Bluewings    | Seoul-World-Cup-Stadion, Seoul Zuschauer: 50.787 |
| 18. August 2012 19:00 Uhr |          | Report | 7′ (Elfmeter) 81′ Radončić | Seoul-World-Cup-Stadion, Seoul Zuschauer: 50.787 |

| 3. Oktober 2012 14:00 Uhr | Suwon Samsung Bluewings | 1:0    | FC Seoul | Suwon-World-Cup-Stadion, Suwon Zuschauer: 43.352 |
| 3. Oktober 2012 14:00 Uhr | 50′ Oh Jang-eun         | Report |          | Suwon-World-Cup-Stadion, Suwon Zuschauer: 43.352 |

| 4. November 2012 14:00 Uhr | FC Seoul         | 1:1    | Suwon Samsung Bluewings | Seoul-World-Cup-Stadion, Seoul Zuschauer: 40.510 |
| 4. November 2012 14:00 Uhr | 40′ Jung Jo-gook | Report | 23′ Lee Sang-ho         | Seoul-World-Cup-Stadion, Seoul Zuschauer: 40.510 |

| 14. April 2013 14:00 Uhr | Suwon Samsung Bluewings | 1:1    | FC Seoul       | Suwon-World-Cup-Stadion, Suwon Zuschauer: 37.897 |
| 14. April 2013 14:00 Uhr | 87′ Radončić            | Report | 19′ Damjanović | Suwon-World-Cup-Stadion, Suwon Zuschauer: 37.897 |

| 3. August 2013 19:00 Uhr | FC Seoul                | 2:1    | Suwon Samsung Bluewings | Seoul-World-Cup-Stadion, Seoul Zuschauer: 43.681 |
| 3. August 2013 19:00 Uhr | 29′ Adi 53′ Kim Jin-kyu | Report | 79′ Cho Ji-hun          | Seoul-World-Cup-Stadion, Seoul Zuschauer: 43.681 |

| 9. Oktober 2013 13:00 Uhr | Suwon Samsung Bluewings    | 2:0    | FC Seoul | Suwon-World-Cup-Stadion, Suwon Zuschauer: 36.476 |
| 9. Oktober 2013 13:00 Uhr | 58′ Santos 82′ Jong Tae-se | Report |          | Suwon-World-Cup-Stadion, Suwon Zuschauer: 36.476 |

| 2. November 2013 14:00 Uhr | FC Seoul           | 2:1    | Suwon Samsung Bluewings | Seoul-World-Cup-Stadion, Seoul Zuschauer: 25.761 |
| 2. November 2013 14:00 Uhr | 34′ 75′ Damjanović | Report | 5′ Jong Tae-se          | Seoul-World-Cup-Stadion, Seoul Zuschauer: 25.761 |

| 27. April 2014 14:15 Uhr | Suwon Samsung Bluewings | 0:1    | FC Seoul     | Suwon-World-Cup-Stadion, Suwon Zuschauer: 29.318 |
| 27. April 2014 14:15 Uhr |                         | Report | 77′ Escudero | Suwon-World-Cup-Stadion, Suwon Zuschauer: 29.318 |

| 12. Juli 2014 19:00 Uhr | FC Seoul                         | 2:0    | Suwon Samsung Bluewings | Seoul-World-Cup-Stadion, Seoul Zuschauer: 46.549 |
| 12. Juli 2014 19:00 Uhr | Kim Jin-kyu 43′ Yun Ju-tae 90+4′ | Report |                         | Seoul-World-Cup-Stadion, Seoul Zuschauer: 46.549 |

| 5. Oktober 2014 14:00 Uhr | FC Seoul | 0:1    | Suwon Samsung Bluewings | Seoul-World-Cup-Stadion, Seoul Zuschauer: 46.549 |
| 5. Oktober 2014 14:00 Uhr |          | Report | 54′ Roger               | Seoul-World-Cup-Stadion, Seoul Zuschauer: 46.549 |

| 9. November 2014 14:00 Uhr | Suwon Samsung Bluewings | 0:1    | FC Seoul        | Suwon-World-Cup-Stadion, Suwon Zuschauer: 34.029 |
| 9. November 2014 14:00 Uhr |                         | Report | 90+3′ Go Yo-han | Suwon-World-Cup-Stadion, Suwon Zuschauer: 34.029 |

| 18. April 2015 15:00 Uhr | Suwon Samsung Bluewings                             | 5:1    | FC Seoul   | Suwon-World-Cup-Stadion, Suwon Zuschauer: 26.520 |
| 18. April 2015 15:00 Uhr | 22′ 52′ Lee Sang-ho 48′ Yeom Ki-hun 67′ Jong Tae-se | Report | 43′ Molina | Suwon-World-Cup-Stadion, Suwon Zuschauer: 26.520 |

| 27. Juni 2015 17:00 Uhr | FC Seoul | 0:0 | Suwon Samsung Bluewings | Seoul-World-Cup-Stadion, Seoul Zuschauer: 39.328 |
| 27. Juni 2015 17:00 Uhr | Report   |     |                         | Seoul-World-Cup-Stadion, Seoul Zuschauer: 39.328 |

| 19. September 2015 15:05 Uhr | Suwon Samsung Bluewings | 0:3    | FC Seoul                                 | Suwon-World-Cup-Stadion, Suwon Zuschauer: 29.046 |
| 19. September 2015 15:05 Uhr |                         | Report | Adriano 20′ (Elfmeter) 40′ 42′ Cha Du-ri | Suwon-World-Cup-Stadion, Suwon Zuschauer: 29.046 |

| 7. November 2015 15:00 Uhr | FC Seoul                     | 4:3    | Suwon Samsung Bluewings                        | Seoul-World-Cup-Stadion, Seoul Zuschauer: 23.308 |
| 7. November 2015 15:00 Uhr | Yun Ju-tae 28′ 45+1′ 55′ 62′ | Report | 56′ Santos 64′ Kwon Chang-hoon 90′ Shin Se-gye | Seoul-World-Cup-Stadion, Seoul Zuschauer: 23.308 |

### Alle Resultate
| Liga                 | Spiele | Seoul gewinnt | Unentschieden | Suwon gewinnt | Seoul Tore | Suwon Tore |
| -------------------- | ------ | ------------- | ------------- | ------------- | ---------- | ---------- |
| K League 1           | 58     | 21            | 11            | 26            | 61         | 77         |
| League Cup           | 18     | 6             | 6             | 6             | 27         | 27         |
| FA Cup               | 4      | 0             | 3             | 1             | 4          | 6          |
| Supercup             | 1      | 0             | 0             | 1             | 1          | 5          |
| AFC Champions League | 2      | 0             | 2             | 0             | 0          | 0          |
| Insgesamt            | 83     | 27            | 22            | 34            | 93         | 115        |

### Top 10 Höchste Zuschauerzahlen
| #  | Datum           | Liga       | Zuschauer | Stadion                 | Ergebnis        |
| -- | --------------- | ---------- | --------- | ----------------------- | --------------- |
| 1  | 8. April 2007   | K League   | 55.397    | Seoul World Cup Stadium | Seoul 0–1 Suwon |
| 2  | 6. März 2011    | K League   | 51.606    | Seoul World Cup Stadium | Seoul 0–2 Suwon |
| 3  | 8. August 2012  | K League   | 50.787    | Seoul World Cup Stadium | Seoul 0–2 Suwon |
| 4  | 4. April 2010   | K League   | 48.558    | Seoul World Cup Stadium | Seoul 3–1 Suwon |
| 5  | 13. Juli 2014   | K League 1 | 46.549    | Seoul World Cup Stadium | Seoul 2–0 Suwon |
| 6  | 1. April 2012   | K League   | 45.192    | Suwon-World-Cup-Stadion | Suwon 2–0 Suwon |
| 7  | 3. Oktober 2011 | K League   | 44.537    | Suwon-World-Cup-Stadion | Suwon 1–0 Seoul |
| 8  | 13. April 2008  | K League   | 44.239    | Suwon-World-Cup-Stadion | Seoul 0–2 Suwon |
| 9  | 3. August 2013  | K League 1 | 43.681    | Seoul World Cup Stadium | Seoul 2–1 Suwon |
| 10 | 3. Oktober 2012 | K League   | 43.352    | Suwon-World-Cup-Stadion | Suwon 1–0 Seoul |